# Cyrtandra scutata
Cyrtandra scutata är en tvåhjärtbladig växtart som beskrevs av Spencer Le Marchant Moore. Cyrtandra scutata ingår i släktet Cyrtandra och familjen Gesneriaceae. Inga underarter finns listade i Catalogue of Life.